# Berenguer d'Alta-riba
Berenguer d'Alta-riba, o Berenguer d'Altarriba, cavaller del llinatge dels Alta-riba que juntament amb Guillem d'Anglesola, Guillem de Cervera i d'altres cavallers catalans insignes conquereixen Catalunya, Aragó, València i Múrcia als musulmans. En el testament datat a l'1 de desembre de 1183 consta que està casat amb Saurina i que té 3 fills mascles: Arnau, Pere Arnau i Astanova; i tres filles: Berenguera, Strania, i Agnetis. El seu testament és el primer document on és cita per primera vegada l'església de Sant Jordi d'Alta-riba.